# Šmarje pri Jelšah
Šmarje pri Jelšah là một khu tự quản của Slovenia. Šmarje pri Jelšah có diện tích 107.7 km, dân số năm 2002 là 9.662 người. Khu vực này vốn là một phần của vùng đất lâu đời của Lower Styria. Khu tự quản ngày nay nằm trong vùng Savinja. Sự phát triển định cư gắn liền với một lâu đài thời trung cổ có tên là Jelšingrad nằm trên một ngọn đồi thoải ở phía Tây Bắc của tỉnh.